# Йоанис Мосховитис
Йоанис Мосховитис (на гръцки: Ιωάννης Μοσχοβίτης) е гръцки офицер и лекар, деец на Гръцката въоръжена пропаганда в Македония от началото на XX век.

## Биография
Йоанис Мосховитис е роден през 1874 година в лакедемонското село Магула, Гърция. Занимава се с медицина, става фармацевт и се включва в армията с чин втори лейтенант (антипофармакопиос). В 1905 година, вече като лейтенант (ипофармакопиос) се включва в Гръцката въоръжена пропаганда в Македония като капитан на чета. През 1905 година е изпратен по стандартния канал от Пирея до Волос с лодка, после през Каламбака и Трикала, след което е насочен към вътрешността на Македония.
Мосховитис многократно е обвиняван в присвояване на средства на Гръцкия македонски комитет. Алкивиадис Икономидис пише, че в края на септември 1905 година четата на Мосховитис е заловена и след това е изпратена обратно в Трикала.
Мосховитис участва в Балканските войни с чин капитан (фармакопиос), служейки във военна болница във Филипиада. Демобилизиран е през 1914 година.